# Лонидамин
Лонидамин  — производное индазол-3-карбоновой кислоты, обладающее способностью подавлять аэробный гликолиз в раковых клетках. По-видимому это соединение усиливает аэробный гликолиз в нормальных клетках, но ингибирует гликолиз в раковых клетках. Механизм действия, скорее всего, основан на ингибировании ассоциированной с митохондриями гексокиназы - II. Более поздние исследования на клетках асцитной опухоли Эрлиха показали, что лонидамин ингибирует как дыхание так и гликолиз, что приводит к снижению внутриклеточного АТФ.
Ведутся клинические испытания лонидамина в сочетании с другими противоопухолевые агентами для различных типов рака благодаря его способности подавлять энергетический обмен в раковых клетках и увеличивать активность других противоопухолевых препаратов.
Лонидамин используется для лечения опухолей головного мозга в сочетании с лучевой терапией и темозоломидом. Результаты показали, что комбинация темозоломида и лонидамина в клинически достижимых, низких концентрациях в плазме крови, может тормозить рост опухолей, а использование лонидамина позволяет уменьшить дозу темозоломида, необходимую для радиосенсибилизации опухолей головного мозга.
Производное лонидамина, гамендазол, находится в стадии тестирования в качестве возможного противозачаточного средства для мужчин.